# Bicton Arena International 5*

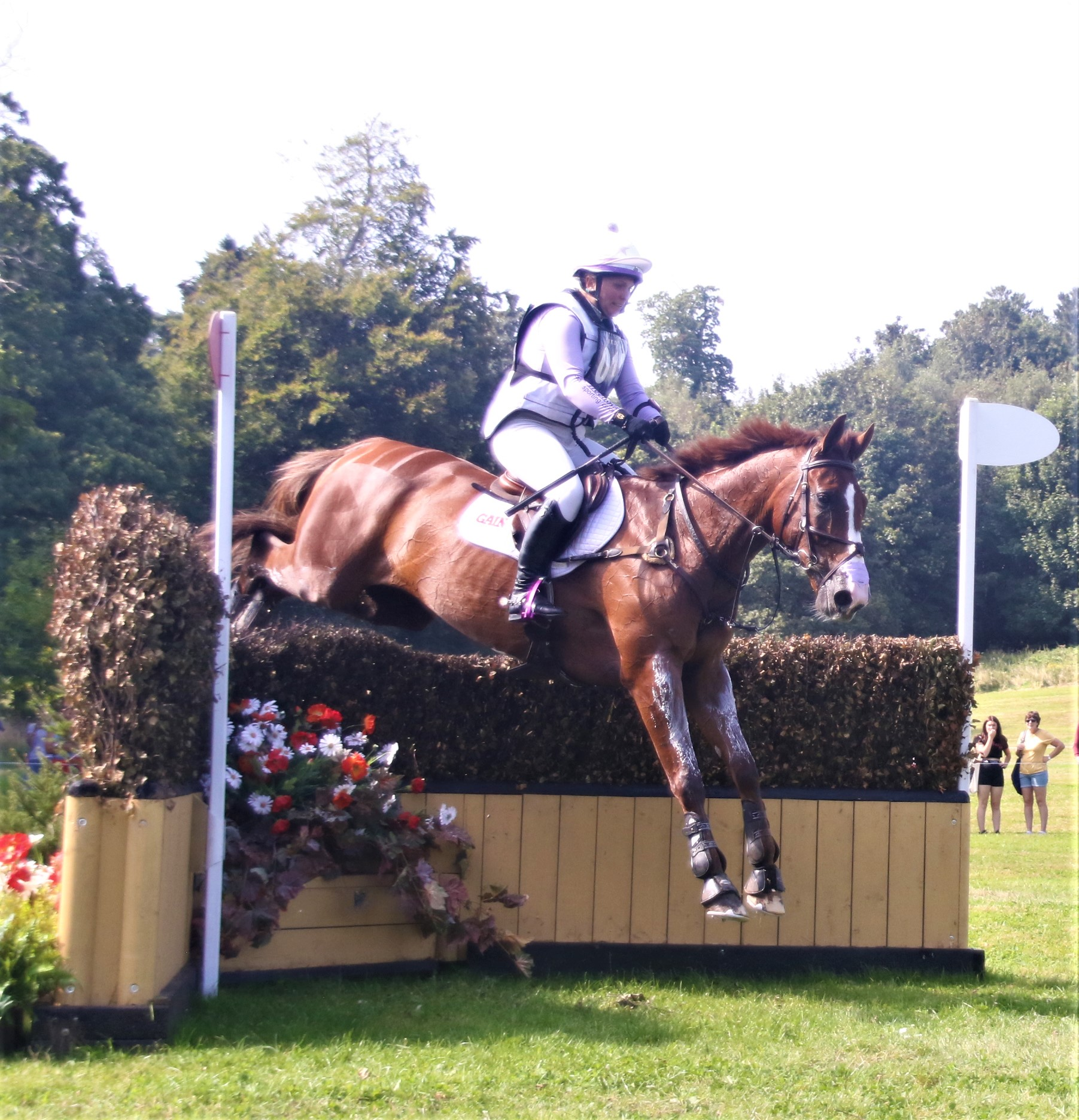
Gemma Tattersall mit Chilli Knight auf dem Weg zum Sieg

Das Bicton Arena International 5*, (Sponsorname: Chedington Bicton Park 5* Horse Trials) war ein CCI 5* Vielseitigkeitsturnier das 2021 als Ersatz für die Burghley Horse Trials durchgeführt wurde, nachdem die beiden 5* Prüfungen in Großbritannien 2020 und 2021 aufgrund der Coronavirus-Pandemie ausfallen mussten. Die Prüfung gewann Gemma Tattersall auf Chilli Knight.

## Wettkampfstätte und Modus
Die Veranstaltung fand in der Bicton Arena, einem großen Pferdesportzentrum für Turniere statt. Die Bicton Arena befindet sich bei Bicton House in Devon in England.
Dort wird bereits ein CCI 4* Event mit einem sehr anspruchsvollen, welligen Gelände veranstaltet. Der 5* Geländeritt wurde von Captain Mark Phillips, einem ehemaligen Vielseitigkeits-Goldmedaillengewinner gebaut.
Die Geländestrecke erwies sich als sehr anspruchsvoll. 12 Teilnehmer gaben im Gelände auf oder schieden aus. Das war ein Drittel des Teilnehmerfelds.
Nur zwei Teilnehmer konnten die Geländestrecke fehlerfrei innerhalb der Zeit beenden, wobei Oliver Townend ebenfalls in der Zeit blieb, allerdings mit 11 Strafpunkten für das Springen.

## Teilnehmer
Von den 32 Teilnehmern konnten 18 den Wettkampf beenden. Folgende Nationen waren vertreten:
- Großbritannien – Gemma Tattersall, Pippa Funnell, Piggy March, Rosalind Canter, Richard P Jones, Oliver Townend, Felicity Collins, Francis Whittington, Angus Smales, Louisa Lockwood, Harry Mutch, Will Rawlin, Izzy Taylor, William Fox-Pitt, Simon Grieve, Georgie Spence, David Doel, Richard Skelt, Michael Owen
- Ireland – Padraig McCarthy, Joseph Murphy, Sarah Dowley
- New Zealand – Tim Price, James Avery
- Australia – Sammi Birch, Sam Griffiths
- Canada – Michael Winter
- Sweden – Malin Josefsson

## Resultate
Folgende Resultate wurden erreicht:
| Position                  | Reiter           | Pferd              | D    | S    | Gelände | Total | Bemerkung    |
| ------------------------- | ---------------- | ------------------ | ---- | ---- | ------- | ----- | ------------ |
| 1                         | Gemma Tattersall | Chilli Knight      | 27.9 | 0.00 | 0.00    | 27.90 |              |
| 2                         | Pippa Funnell    | Billy Walk On      | 23.9 | 0.00 | 4.80    | 28.70 | Zweiter Ritt |
| 3                         | Piggy March      | Vanir Kamira       | 25.5 | 8.40 | 0.00    | 33.90 |              |
| 4                         | Rosalind Canter  | Pencos Crown Jewel | 27.1 | 8.00 | 7.60    | 42.70 |              |
| 5                         | Pippa Funnell    | Majas Hope         | 27.4 | 4.00 | 15.20   | 46.60 | Erster Ritt  |
| 6                         | Richard Jones    | Alfies Clover      | 33   | 5.20 | 8.80    | 47.00 |              |
| D = Dressur, S = Springen |                  |                    |      |      |         |       |              |